# Poul Kierkegaard
Poul Kierkegaard (født 11. september 1908 i Nebsager, død 17. september 1984 i Næstved) var rektor for Svendborg Statsgymnasium 1952-1960 og for Herlufsholm Skole 1960-1977.
Poul Edvard Kierkegaard var søn af sognepræst, provst William Kierkegaard (1863-1942) og hustru Frederikke Dorothea, f. Hansen (1875-1948). Han blev gift i 1939 med sygeplejerske Grethe, f. Andreassen (1908-1999). Han er begravet på Herlufsholm kirkegård.
Han blev nysproglig student fra Horsens Statsskole i 1927 og cand.mag. i historie og engelsk 1934. Studieophold i England, Frankrig, Holland og Tyskland. Han var vikar ved Horsens Statsskole fra januar 1934 og timelærer ved Herlufsholm skole 1. august 1934, adjunkt 1936 og lektor 1950; orlov 1948-49 (undervisningskonsulent ved den danske brigade i Tyskland). Han blev dernæst rektor for Svendborg Statsgymnasium 1952-1960 og for Herlufsholm Skole 1960-77.
Medlem af bestyrelsen for Historisk Samfund for Sorø Amt 1940-52, for Næstved Museumsforening 1942-52, og for Foreningen Nordens Næstvedafdeling 1944-52; kasserer for Herlufsholm menighedsråd 1948-52; medlem af Herlufsholm sogneråd 1950-52 og 1966-70; sekretær i Gymnasieskolernes Lærerforening 1951-53; medlem af Svendborg byråd 1958-60, af Grænseforeningens hovedstyrelse fra 1961 og af Forsvarets pædagogiske Råd 1969-75.
Han har skrevet lærebøger i historie og samfundskundskab samt bidrag til historikergruppens publikationer og været medarbejder ved Vi og vor Fortid, Verden og vi og Danske Slotte og Herregaarde.